# Ephippiochthonius gestroi
Espèce
Synonymes
- Chthonius gestroi Simon, 1896

Ephippiochthonius gestroi est une espèce de pseudoscorpions de la famille des Chthoniidae.

## Distribution
Cette espèce est endémique de Ligurie en Italie,. Elle se rencontre dans des grottes.

## Description
Les mâles mesurent de 1,9 à 2,3 mm et les femelles de 2,0 à 2,45 mm.

## Étymologie
Cette espèce est nommée en l'honneur de Raffaello Gestro.

## Publication originale
- Simon, 1896 : Note sur quelques Chernetes de Ligurie. Annali del Museo Civico di Storia Naturale di Genova, sér. 2, vol. 16, p. 372-376 (texte intégral).